# Bessillon
Bessillon ist der Name eines Berges mit Mittelgebirgscharakter in der Provence. Politisch gehört er zur Gemeinde Pontevès im geographischen Zentrum vom Département Var in Frankreich. Seine Gesteinsschichten stammen aus der Unterkreidezeit. Großräumig liegt der Berg zwischen den Südwestausläufern der von SOIUSA mit 3.IV bezeichneten Vaucluser Voralpen im Norden und dem an das Mittelmeer angrenzenden Massif des Maures. Legt man die 400-Meter-Höhenlinie zugrunde, ist der Bessillon vollkommen unbesiedelt. Ringsum ist der Berg umgeben von den Ortschaften Pontevès im Nordwesten, Cotignac im Osten, Correns im Süden und Barjols im Westen. Der Berg ist namensgebend für das Kloster Monastère Saint-Joseph du Bessillon, das an seiner Ostflanke liegt.

## Topografie
Der Bessillon ist Teil des Berglandes in der zentralen Provence und eine weithin sichtbare Landmarke. Bis auf den 982-m-hohen L’Aigle des Cugulons in 18 km Entfernung gibt es im Umkreis von 25 Kilometern keine höheren Erhebungen zum Bessillon. Er besteht aus einem langgestreckten, 10 km langen Bergrücken in Ost-West-Ausdehnung und bildet zwei etwa zweieinhalb Kilometer auseinander liegende Gipfel, die mit Gros Bessillon und Petit Bessillon bezeichnet werden. Der höchste Punkt ist 813 Meter über dem Meer, der zweithöchste Gipfel 669 Meter hoch; der Sattel dazwischen liegt auf 485 Metern. Während der Bergfuß nach Süden hin deutlich unter 400 Meter liegt, fällt er im Norden im breiten Tal des Ruisseau de Pontevès auf etwa 400 Meter leicht nach Westen hin ab. Der 12,2 km lange Ruisseau de Pontevès ist gleichzeitig auch der wichtigste Bach, der am Bessillion entspringt.

## Geschichte

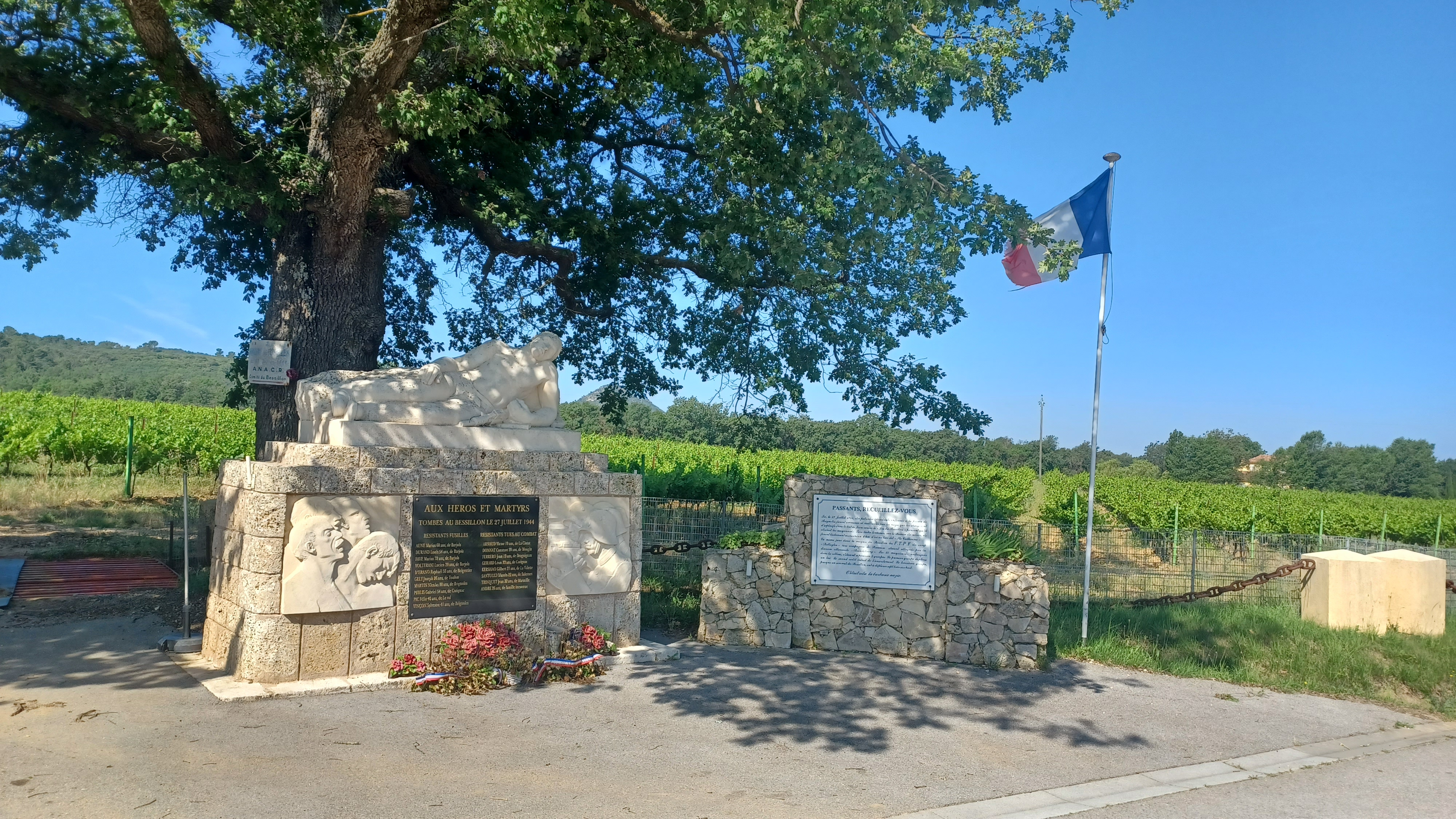
Gedenkstätte an der D560. Im Hintergrund der Bessillon.

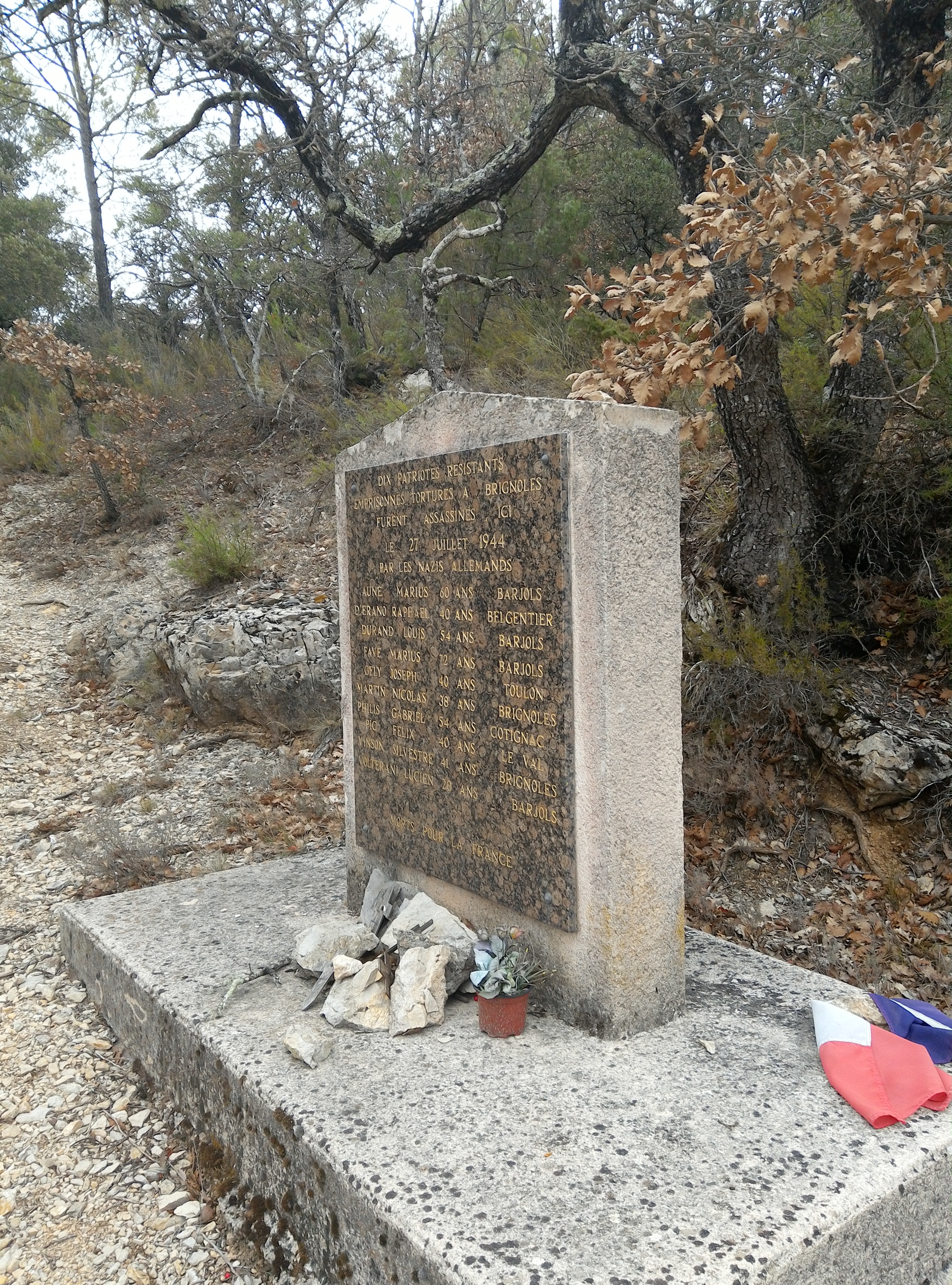
Die sogenannte „Stele“ am Hinrichtungsort der zehn Geiseln.

Die zerklüftete Berglandschaft war unter deutscher Besetzung Frankreichs während des Zweiten Weltkriegs Zufluchtsort von Widerstandskämpfern der Francs-tireurs et partisans (F.T.P.), Bataillon „Battaglia“. Acht von ihnen im Alter zwischen 19 und 33 Jahren sowie zehn Geiseln (im Alter zwischen 20 und 72 Jahren) der deutschen Besetzer der Division Brandenburg ließen am 27. Juli 1944 ihr Leben, kurz bevor drei Wochen später mit der Operation Dragoon dieser Landstrich von der amerikanischen 45. Infanterie-Division befreit werden konnte. An die Opfer erinnert eine Gedächtnisstätte an der D 560 zwischen Barjols und Cotignac, für die Victor Nicolas (1906–1979) eine Steinplastik schuf. Eine weitere Stele wurde etwa zwei Kilometer von hier entfernt an einem der Aufstiegswege zum Gipfel errichtet. In Pontevès wurde der zentrale Platz zwischen der Kirche Saints-Gervais-et-Protais und Ölmühle nach den Märtyrern benannt.

## Vegetation
Der Berg ist überwiegend bewaldet. Schwarzkiefer ist vorherrschend. Die nördlichen Ausläufer dienen auch der Landwirtschaft, vor allem dem Weinbau. Die südlichen Hänge sind nur mit lockerem Buschwerk bestanden, vor allem dem unter Naturschutz stehenden Ginster (Genista lobelii), weil diese sonnenexponierten Standorte für größere Pflanzen zu karg und zu trocken sind.